# Rudawiec (Basses-Carpates)
Pour les articles homonymes, voir Rudawiec.
Rudawiec est une localité polonaise de la gmina de Nozdrzec, située dans le powiat de Brzozów en voïvodie des Basses-Carpates.